# 浮野村
浮野村（うきのむら）は、かつて愛知県丹羽郡にあった村。
現在の一宮市東部（千秋町加茂・千秋町浮野・千秋町勝栗・千秋町一色）などに該当する。

## 歴史
- 1878年（明治11年） - 花地村と熊代村が合併し、加茂村となる
- 1889年（明治22年）10月1日 - 町村制により、浮野村、一色村、勝栗村、加茂村が合併し発足。
- 1906年（明治39年）5月1日 - 豊富村、青木村と幼村の一部[1]と合併し、千秋村発足。同日浮野村廃止。

## 教育
- 浮野尋常小学校　（後の一宮市立千秋北小学校。1961年に一宮市立千秋小学校と統合）